# Ácido siálico
El ácido siálico o ácido N-acetilneuramínico es un monosacárido ácido derivado del ácido neuramínico (un compuesto base de 8 átomos de carbono) mediante acetilación. Es un componente importante de las glucoproteínas. Se sintetiza a partir de la glucosamina 6 fosfato con acetil-CoA por una transferasa dando -N- acetilglucosamina 6P de ahí mediante la epimerización de la -N-acetilglucosamina 6 fosfato en N-acetilmanosamina-6-fosfato. Este último compuesto reacciona con el fosfoenolpiruvato para dar lugar al -N- acetilneuraminico 9 P (ácido siálico), que, para poder entrar en la ruta de biosíntesis de oligosacáridos en la célula ha de activarse mediante la adición de un nucleósido monofosfato, proporcionado por la citidina trifosfato, lo que da lugar a la «citidina monofosfato-ácido siálico» (CMP-ácido siálico). Una cuestión importante de esta reacción es que el CMP-ácido siálico se sintetiza en el núcleo celular de las células animales, mientras que el resto de azúcares ligados a nucleósidos lo hacen el citosol.
Es un azúcar que se incorpora a proteínas o lípidos durante el proceso de glucosilación en las células. Confiere carga positiva a las células y actúa como señalizador intercelular. También está presente en la pared bacteriana. Recibe el nombre de ácido N-acetil-neuramínico.
El ácido siálico está presente siempre en los gangliósidos (glucoesfingolípidos presente en la membrana plasmática de las células de los ganglios del sistema nervioso central).

Citidina monofosfato-ácido siálico, el compuesto activado del ácido neuramínico.

## Biosíntesis
En sistemas bacteriales, los ácidos siálicos son biosintetizados por una enzima tipo aldolasa. La enzima utiliza un derivado de la manosa (N-Acetil-2-manosamina) como sustrato, en donde se efectúa una condensación aldólica con una molécula de ácido pirúvico, la cual aporta con tres carbonos del ácido siálico.

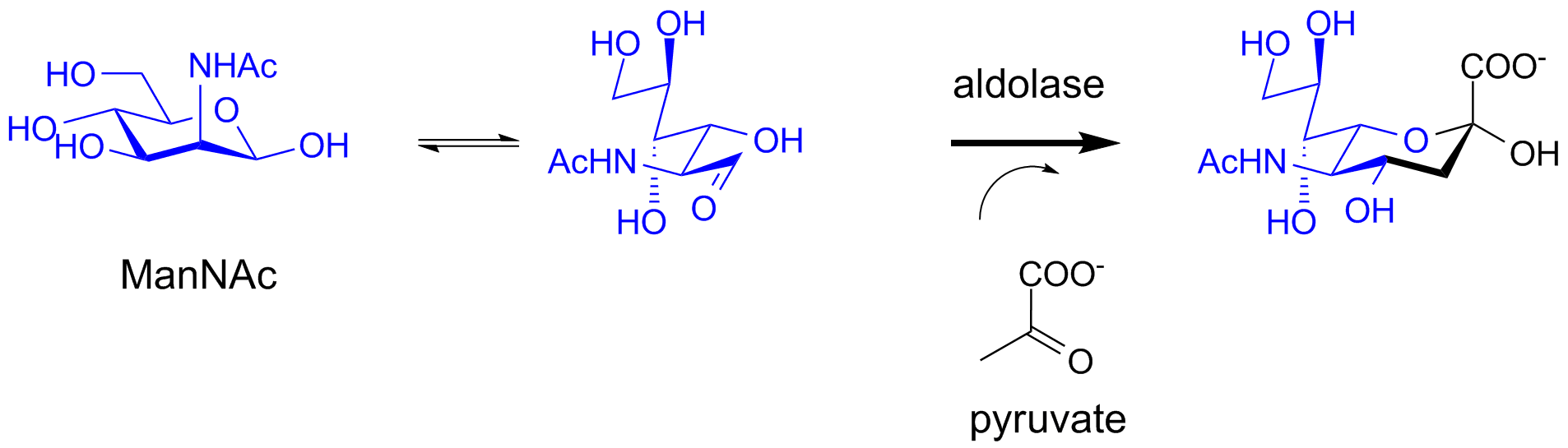
Biosíntesis de ácido siálico por una enzima bacteriana aldolase.

## Enfermedades
La enfermedad de Alba, también llamada enfermedad de depósito de ácido siálico libre, es una enfermedad genética que se presenta principalmente en Finlandia y está provocada por una mutación que ocasiona la acumulación de ácido siálico en los lisosomas.